# NGC 609
NGC 609 is een open sterrenhoop in het sterrenbeeld Cassiopeia. Het hemelobject werd op 9 augustus 1863 ontdekt door de Duits-Deense astronoom Heinrich Louis d'Arrest.

## Synoniem
- King 3
- OCL 325